# Conferenza di Ginevra (1973)
La conferenza di Ginevra del 1973 fu un tentativo di negoziare una soluzione al conflitto arabo-israeliano come previsto nella risoluzione 338 del Consiglio di Sicurezza delle Nazioni Unite in seguito al cessate il fuoco richiesto per porre fine alla guerra dello Yom Kippur.
Dopo considerevoli negoziati della cosiddetta "shuttle diplomacy" di Henry Kissinger, la conferenza si aprì il 21 dicembre 1973 sotto gli auspici del segretario generale delle Nazioni Unite, con gli Stati Uniti e l'URSS come co-presidenti. Furono presenti i ministri degli esteri di Egitto, Giordania ed Israele. Il tavolo con la targa della Siria rimase vuoto, anche se la Siria aveva indicato una possibile futura partecipazione. Ogni ministro degli Esteri si rivolse, in via principale al proprio pubblico nazionale invece di parlarsi direttamente. Kissinger articolò la sua strategia passo dopo passo e affermò che l'obiettivo della conferenza era la pace; la necessità immediata era quella di rafforzare il cessate il fuoco realizzando un disimpegno delle forze come "primo passo essenziale" verso l'attuazione della risoluzione 242 delle Nazioni Unite. La riunione fu quindi aggiornata.
Malgrado a Ginevra non sia stato raggiunto alcun accordo, lo sforzo non fu vano. Dopo le elezioni israeliane, il 18 gennaio 1974 fu firmato un disimpegno militare tra Israele ed Egitto ed il 31 maggio tra Israele e Siria. Sebbene i tentativi negli anni successivi di rilanciare la conferenza fallirono, l'accordo provvisorio del Sinai tra Israele ed Egitto fu formalmente firmato a Ginevra il 4 settembre 1975, come parte del processo della Conferenza di Ginevra. Questo accordo affermava che i conflitti tra Egitto ed Israele "non saranno risolti con la forza militare ma con mezzi pacifici".

## Gli obiettivi dell'Egitto
Al momento dell’ascesa di Anwar Sadat alla presidenza, l'Egitto cominciava a dissociarsi dal nazionalismo arabo e dai regimi radicali della regione. L'Egitto scoraggiò la partecipazione di quelle nazioni alla conferenza di Ginevra. L'obiettivo principale degli egiziani era riconquistare il territorio perso nel 1967 a favore di Israele nella guerra dei sei giorni sotto il presidente Gamal Abdel Nasser. Questo fu il loro obiettivo durante la guerra dello Yom Kippur poco prima della conferenza e l'obiettivo durante gli accordi di Camp David nel 1978.

## La questione della rappresentanza palestinese
Egiziani, americani, giordani e sovietici speravano che, attraverso la conferenza, sarebbe stato sviluppato una sorta di accordo internazionale sulla questione palestinese e su quali persone specifiche avrebbero rappresentato i palestinesi negli affari internazionali. L'Egitto era favorevole all'Organizzazione per la Liberazione della Palestina (OLP) per rappresentare i palestinesi e per unirsi a Egitto, Israele, Stati Uniti e altre nazioni consolidate nella Conferenza di Ginevra. I funzionari siriani andarono oltre e insistettero sul fatto che se l’OLP non fosse stata presente alla Conferenza di Ginevra, non sarebbe stata presente neanche la Siria. Israele e gli Stati Uniti si opposero al riconoscimento formale dell'OLP alla Conferenza di Ginevra perché la Carta dell'OLP non riconosceva il diritto di Israele ad esistere. Alla conferenza non furono presenti neanche rappresentanti della Siria.

## Relazioni Stati Uniti-Unione Sovietica
La conferenza di Ginevra fu l'ultima volta in cui gli Stati Uniti accettarono l'Unione Sovietica come partner paritario negli sforzi di pace in Medio Oriente. Successivamente, il marcato cambiamento nella fedeltà dell'Egitto, un alleato sovietico da decenni che improvvisamente si spostò nell'orbita americana, permise agli Stati Uniti di escludere i sovietici e di affermare un ruolo di unico mediatore tra israeliani ed arabi, manifestato innanzitutto nella politica israeliana nelle relazioni egiziane e successivamente anche nelle relazioni israelo-palestinesi.